# 長平郡
長平郡（ちょうへい-ぐん）は、中国にかつて存在した郡。南北朝時代から隋代にかけて、現在の山西省晋城市一帯に設置された。

## 概要
北魏の永安年間、長平郡が置かれた。長平郡は建州に属し、高平・泫氏の2県を管轄した。郡治は泫氏城に置かれた。
583年（開皇3年）、隋が郡制を廃すると、長平郡は廃止されて、沢州に編入された。607年（大業3年）に州が廃止されて郡が置かれると、沢州が長平郡と改称された。長平郡は丹川・高平・端氏・濩沢・陵川・沁水の6県を管轄した。
618年（武徳元年）、唐により長平郡は蓋州と改められ、長平郡の呼称は姿を消した。627年（貞観元年）、蓋州は廃止され、沢州に統合された。